# George Lambton, II conte di Durham
George Frederick D'Arcy Lambton, II conte di Durham (5 settembre 1828 – 27 novembre 1879), è stato un nobile inglese.

## Biografia
Era l'unico figlio maschio superstite di John Lambton, I conte di Durham, e della sua seconda moglie, Lady Louisa Grey, figlia di Charles Grey, II conte Grey.

## Carriera
Servì come luogotenente della contea di Durham (1854-1879).

## Matrimonio
Sposò, il 23 maggio 1854 a Londra, Lady Beatrix Frances Hamilton, figlia di James Hamilton, I duca di Abercorn e Lady Louisa Jane Russell. Ebbero tredici figli:
- John Lambton, III conte di Durham (19 giugno 1855-18 settembre 1928);
- Frederick Lambton, IV conte di Durham (19 giugno 1855-31 gennaio 1929);
- Lord Hedworth Lambton (5 luglio 1856-20 settembre 1929), sposò Mildred Sturt, non ebbero figli;
- Lord Charles Lambton (3 novembre 1857-5 dicembre 1949), sposò Lavinia Marion Garforth, ebbero due figli;
- Lady Beatrix Louisa Lambton (1859-12 marzo 1944), sposò Sidney Herbert, XIV conte di Pembroke, ebbero quattro figli;
- Lord George Lambton (23 dicembre 1860-23 luglio 1945), sposò Margaret Cicely Horner, ebbero quattro figli;
- Lady Katherine Frances Lambton (5 settembre 1862-6 dicembre 1952), sposò George Osborne, X duca di Leeds, ebbero cinque figli;
- Lord William Lambton (4 dicembre 1863-11 ottobre 1936), sposò Lady Katherine Beauclerk, non ebbero figli;
- Lord Claud Lambton (4 gennaio 1865-15 febbraio 1945), sposò Lettice Wormald, ebbero quattro figli;
- Lord D'Arcy Lambton (3 giugno 1866-30 dicembre 1954), sposò Florence Ethel Sproule, ebbero una figlia;
- Lady Eleanor Lambton (1868-24 aprile 1959), sposò Robert Cecil, I visconte di Chelwood, non ebbero figli;
- Lady Anne Lambton (1869-24 febbraio 1922);
- Lord Francis Lambton (18 gennaio 1871-31 ottobre 1914).

## Morte
Morì il 27 novembre 1879, all'età di 51 anni.

## Ascendenza
|                                    |                            |                                     | Genitori                                          |  |  | Nonni |  |  | Bisnonni     |  |  | Trisnonni     |  |
|                                    |                            |                                     |                                                   |  |  |       |  |  | John Lambton |  |  | Ralph Lambton |  |
|                                    |                            |                                     |                                                   |  |  |       |  |  | John Lambton |  |  | Ralph Lambton |  |
|                                    |                            | Dorothy Hedworth                    |                                                   |  |  |       |  |  | John Lambton |  |  |               |  |
| William Henry Lambton              |                            |                                     |                                                   |  |  |       |  |  | John Lambton |  |  |               |  |
|                                    |                            | Susan Lyon                          | Thomas Lyon, VIII conte di Strathmore e Kinghorne |  |  |       |  |  |              |  |  |               |  |
|                                    |                            | Susan Lyon                          | Thomas Lyon, VIII conte di Strathmore e Kinghorne |  |  |       |  |  |              |  |  |               |  |
|                                    |                            | Susan Lyon                          | Jean Nicholson                                    |  |  |       |  |  |              |  |  |               |  |
| John Lambton, I conte di Durham    |                            | Susan Lyon                          |                                                   |  |  |       |  |  |              |  |  |               |  |
|                                    |                            | George Villiers, IV conte di Jersey | William Villiers, III conte di Jersey             |  |  |       |  |  |              |  |  |               |  |
|                                    |                            | George Villiers, IV conte di Jersey | William Villiers, III conte di Jersey             |  |  |       |  |  |              |  |  |               |  |
|                                    |                            | George Villiers, IV conte di Jersey | Anne Egerton                                      |  |  |       |  |  |              |  |  |               |  |
| Anne Frances Villiers              |                            | George Villiers, IV conte di Jersey |                                                   |  |  |       |  |  |              |  |  |               |  |
|                                    |                            | Frances Twysden                     | Philip Twysden, vescovo di Raphoe                 |  |  |       |  |  |              |  |  |               |  |
|                                    |                            | Frances Twysden                     | Philip Twysden, vescovo di Raphoe                 |  |  |       |  |  |              |  |  |               |  |
|                                    |                            | Frances Twysden                     | Frances Carter                                    |  |  |       |  |  |              |  |  |               |  |
| George Lambton, II conte di Durham |                            | Frances Twysden                     |                                                   |  |  |       |  |  |              |  |  |               |  |
|                                    | Charles Grey, I conte Grey | Henry Grey, I baronetto             |                                                   |  |  |       |  |  |              |  |  |               |  |
|                                    | Charles Grey, I conte Grey | Henry Grey, I baronetto             |                                                   |  |  |       |  |  |              |  |  |               |  |
|                                    | Charles Grey, I conte Grey | Hannah Wood                         |                                                   |  |  |       |  |  |              |  |  |               |  |
| Charles Grey, II conte Grey        | Charles Grey, I conte Grey |                                     |                                                   |  |  |       |  |  |              |  |  |               |  |
|                                    |                            | Elizabeth Grey                      | George Grey                                       |  |  |       |  |  |              |  |  |               |  |
|                                    |                            | Elizabeth Grey                      | George Grey                                       |  |  |       |  |  |              |  |  |               |  |
|                                    |                            | Elizabeth Grey                      | Elizabeth Ogle                                    |  |  |       |  |  |              |  |  |               |  |
| Louisa Elizabeth Grey              |                            | Elizabeth Grey                      |                                                   |  |  |       |  |  |              |  |  |               |  |
|                                    |                            | William Ponsonby, I barone Ponsonby | John Ponsonby                                     |  |  |       |  |  |              |  |  |               |  |
|                                    |                            | William Ponsonby, I barone Ponsonby | John Ponsonby                                     |  |  |       |  |  |              |  |  |               |  |
|                                    |                            | William Ponsonby, I barone Ponsonby | Elizabeth Cavendish                               |  |  |       |  |  |              |  |  |               |  |
| Mary Ponsonby                      |                            | William Ponsonby, I barone Ponsonby |                                                   |  |  |       |  |  |              |  |  |               |  |
|                                    |                            | Louisa Molesworth                   | Richard Molesworth, III visconte Molesworth       |  |  |       |  |  |              |  |  |               |  |
|                                    |                            | Louisa Molesworth                   | Richard Molesworth, III visconte Molesworth       |  |  |       |  |  |              |  |  |               |  |
|                                    |                            | Louisa Molesworth                   | Mary Jenney Ussher                                |  |  |       |  |  |              |  |  |               |  |
|                                    |                            | Louisa Molesworth                   |                                                   |  |  |       |  |  |              |  |  |               |  |